# عضلة مثنية كعبرية للرسغ
العضلة المثنية الكعبرية للرسغ (باللاتينية: Musculus flexor carpi radialis) في علم تشريح الإنسان، هي أحد عضلات الطرف العلوي.

## معرض صور

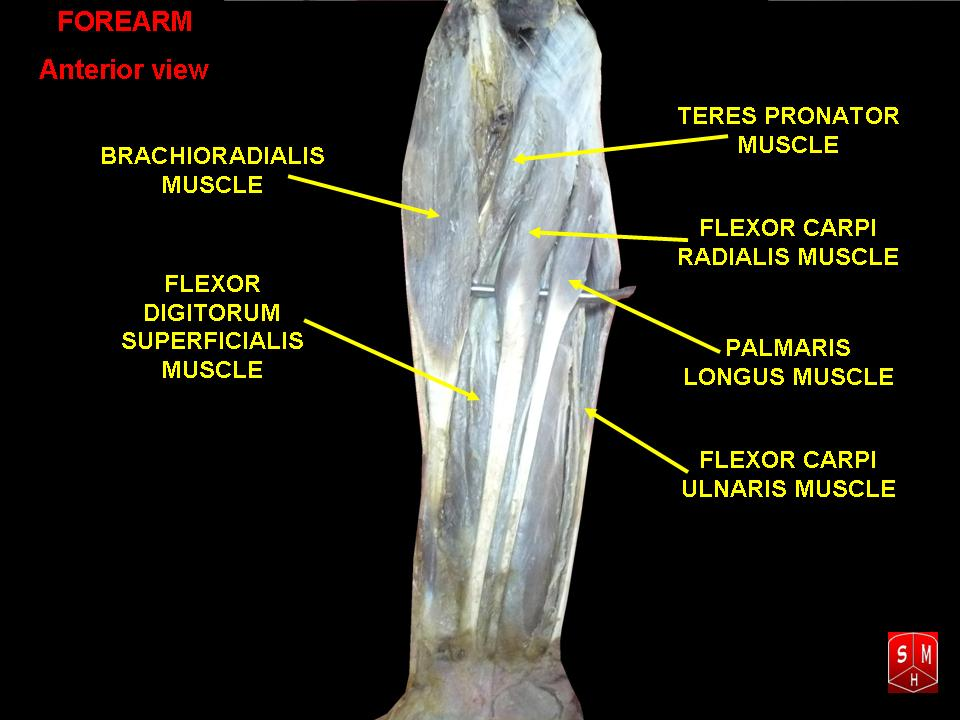
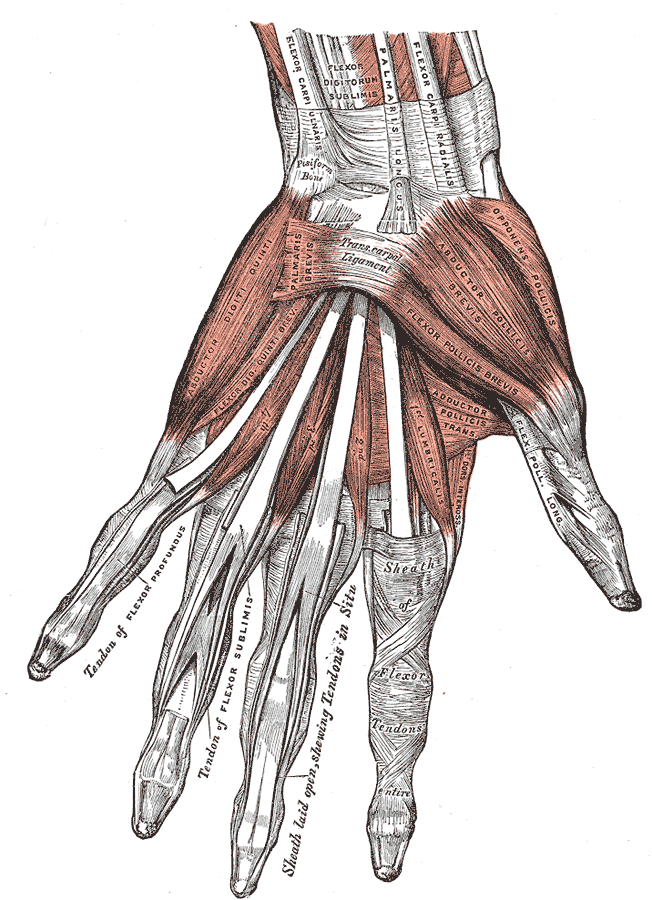
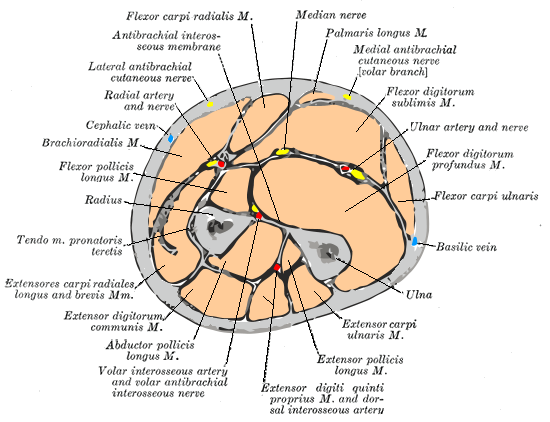
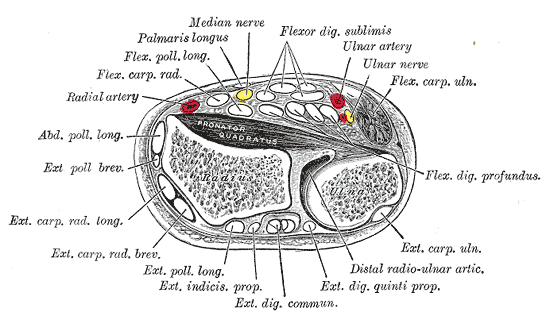
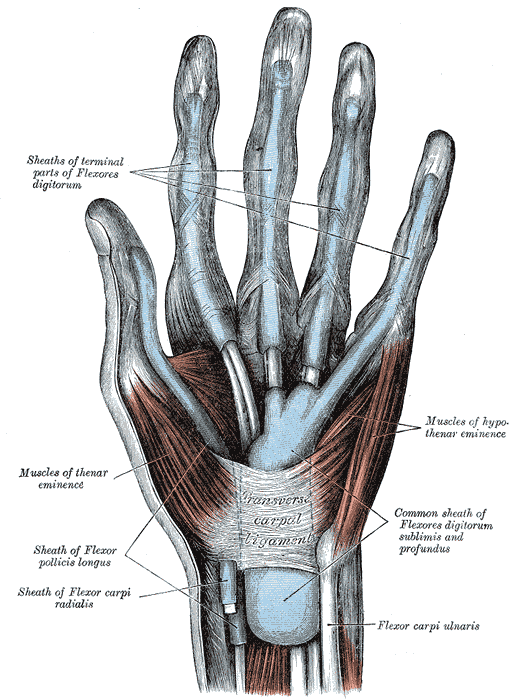